# Peter Vanvelthoven
Peter Karel Alexander Vanvelthoven, né le 22 octobre 1962 à Lommel, est un homme politique belge, membre du parti sp.a et fils de Louis Vanvelthoven. 
Il est ministre fédéral de l'Emploi, également chargé de l'informatisation de l'État. 
Licencié en droit de la VUB, il détient également une licence spéciale en fiscalité et comptabilité de l'université de Gand.

## Parcours politique
- 1994-1995 : Conseiller provincial du Limbourg
- 1995 : Député permanent du Limbourg
- 1995-1999 : Député régional flamand
- 1999-2003 : Député fédéral
- 2003-2005 : Secrétaire d'État chargé de l'informatisation de l'État, adjoint au Ministre du Budget et des Entreprises publiques.
- 2004-2007 : Ministre fédéral de l'Emploi, chargé de l'informatisation de l'État
- 2007-2018 : Bourgmestre de Lommel
- 2007-2009 : Député fédéral
- 2009-2010 : Député flamand
- 2010-2019 : Député fédéral